# Pray 92,9
Radio Pray 92,9 ist ein privater freikirchlicher Hörfunksender aus Nürnberg. Betrieben wird er von dem evangelikalen Verein „PRAY Nürnberg e.V.“
Der freikirchliche Sender begann seine halbstündigen Magazine 1989 mit gemischten Wortbeiträgen auf der Frequenz von Radio Z und CMS-Radio. Diese Zeit teilte er sich über vier Jahre zudem mit der Freien Christengemeinde Langwasser. Der Sender wechselte im Rahmen der Insolvenz von CMS und einer Neuausschreibung der Frequenzen auf 92,9 MHz, wo er mit anderen Kirchensendern (Radio Meilensteine, Radio AREF, Camillo 92,9) die „christliche Schiene“ bildet. Als Anbieter im Sinne des § 10 Abs. 1 Nr. 1 MDStV gilt PRAY Nürnberg e.V., Vertretungberechtigte im Sinne des § 10 Abs. 1 Nr. 2 MDStV sind Dr. Thomas Reinhold und Michael Weber.
Der Sender ist sonntags von 12 bis 13 Uhr mit dem Sendeformat „Dance oriented CHR/Talk-Radio“ (BLM) zu hören und richtet sich an Jugendliche und junge Erwachsene.
Die terrestrische Sendefrequenz beträgt 92,9 MHz, weiterhin erfolgt die Verbreitung über das Kabelnetz im Großraum Nürnberg und weltweit im Internet.

## Inhaberverhältnisse
Der Sender gehört nach Angaben der KEK gemeinsam folgenden Personen:
- Pray Nürnberg e.V.
- Klauss, Jochen
- Reinhold, Thomas